# Huluginakatte, Shikarpur
Huluginakatte là một làng thuộc tehsil Shikarpur, huyện Shimoga, bang Karnataka, Ấn Độ.